# Heliophanus capicola
Heliophanus capicola este o specie de păianjeni din genul Heliophanus, familia Salticidae, descrisă de Simon, 1901. Conform Catalogue of Life specia Heliophanus capicola nu are subspecii cunoscute.